# La maldición continúa
La maldición continúa es el segundo álbum en vivo de Horcas editado en 2010 por Tocka Discos.
El disco fue grabado el 15 de mayo de 2010 en el Teatro Colegiales de Buenos Aires, Argentina. 
Este trabajo contiene 23 temas entre los que se destacan la versión de "Cosas enfermas" incluida en su disco Eternos, "Muerto en la calle", la versión del clásico de V8 "Destrucción", y la re-make de "Solución suicida". 
Durante la grabación del disco se conmemoraron los 20 años de la fundación de la banda.
El álbum también se editó en versión CD/DVD.

## Lista de temas
1. Intro/Nacer, morir
2. Existir por existir
3. Familia
4. Asesinos
5. Pesadilla
6. El cambio
7. El agite
8. El juego
9. El necio
10. Golpe a golpe
11. Reacción
12. Argentina, tus hijos
13. Fuego
14. Mano dura
15. Vencer
16. Infierno
17. Respeto
18. Muerto en la calle
19. Sueños
20. Cosas enfermas
21. Destrucción (cover de V8) *
22. Esperanza
23. Solución suicida

- Destrucción es una canción de V8 (compuesta por Gustavo Rowek y Ricardo Iorio), que años más tarde la hizo Hermética, Almafuerte y luego Horcas (*)

## Músicos
- Walter Meza (voz)
- Sebastián Coria (guitarra)
- Gabriel Lis (guitarra)
- Topo Yáñez (bajo)
- Guillermo De Lucca (batería)